# Holm Station
Holm Station (Holm stasjon) var en jernbanestation på Vestfoldbanen, der lå i Sande kommune i Norge.
Stationen åbnede som holdeplads 1. juli 1884, knap tre år efter åbningen af banen fra Drammen til Larvik. Den blev opgraderet til station 16. februar 1941 men atter nedgraderet til holdeplads 24. november 1969 og til trinbræt 1. januar 1971. Betjeningen med persontog ophørte 3. juni 1973, og 28. maj 1978 blev stationen nedlagt. Strækningen mellem Bergsenga og Holm blev nedlagt og erstattet af en ny dobbeltsporet strækning udenom byområdet i 2001. Siden 5. oktober 2001 benyttes navnet Holm om et krydsningsspor på den nye strækning.
Til at begynde med havde stationen en billetkiosk, der nu er revet ned. En senere stationsbygning blev revet ned omkring 1980.